# Epacris heteronema
Epacris heteronema är en ljungväxtart som beskrevs av Jacques-Julien Houtou de La Billardière. Epacris heteronema ingår i släktet Epacris och familjen ljungväxter. Inga underarter finns listade i Catalogue of Life.